# 18-Краун-6
18-Кра́ун-6 ете́р — це органічна сполука з формулою C12H24O6, макроциклічний етер. Біла гігроскопічна кристалічна речовина. Офіційна назва за IUPAC — 1,4,7,10,13,16-гексаоксациклооктадекан. Назва 18-краун-6 утворюється від загальної кількості атомів у циклі (18) та кількості атомів Оксигену, які знаходяться на однаковій відстані один від одного (6). Як і більшість краун-етерів, 18-краун-6 був відкритий Чарлзом Педерсеном, за що він був удостоєний Нобелівської премії з хімії в 1987 році.

## Методи отримання
18-краун-6 етер отримують з великим виходом при олігомеризації етилен оксиду в присутності йонів Калію, які виконують роль темплату.
Інший спосіб отримання — з допомогою реакції отримання етерів Вільямсона, де катіон Калію знову виконує роль темплату.

## Фізичні властивості та хімічні властивості

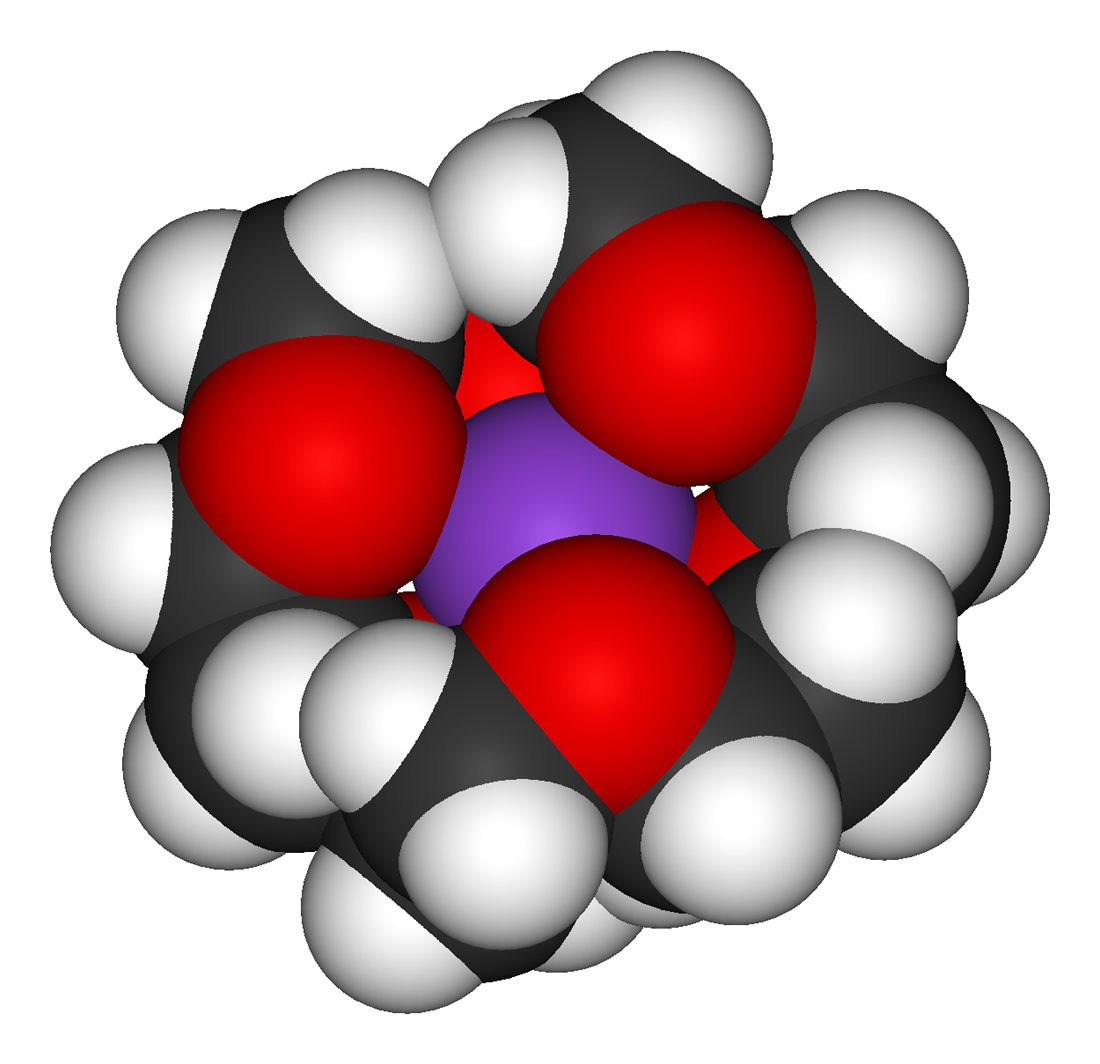
18-Краун-6-етер навколо іона Калію (фіолетовий).

Речовина має вигляд безбарвних кристалів з низькою температурою плавлення (37-40 °C). Ця сполука відноситься до класу «краун-етерів», які здатні легко утворювати комплекси з іонами металів. 18-Краун-6 здатен утворювати стійкі комплекси з іонами Калію, оскільки розміри його порожнини досить добре збігаються з розмірами катіона Калію. Тому розчин 18-краун-6 етеру та KMnO4 в бензені, який називають «пурпуровим бензеном», використовують для окиснення, оскільки сам по собі перманганат калію в бензені не розчиняється. Стійкість комплексів між ним і іншими лужними металами значно нижча якраз через невідповідність розмірів іонів та порожнини 18-краун-6.
Також 18-Краун-6 використовується як каталізатор міжфазного переносу в органічному синтезі.